# Phagnalon nitidum
Phagnalon nitidum là một loài thực vật có hoa trong họ Cúc. Loài này được Fresen. miêu tả khoa học đầu tiên.